# Moraine Ridge
Moraine Ridge är en bergstopp i Antarktis. Den ligger i Östantarktis. Nya Zeeland gör anspråk på området. Toppen på Moraine Ridge är 1 067 meter över havet.
Terrängen runt Moraine Ridge är varierad. Trakten är obefolkad. Det finns inga samhällen i närheten. 